# یواس‌اس اس‌سی-۷۴۳
یواس‌اس اس‌سی-۷۴۳ (به انگلیسی: USS SC-743) یک زیردریایی است که طول آن ۱۱۰ فوت ۱۰ اینچ (۳۳٫۷۸ متر) می‌باشد. این زیردریایی در سال ۱۹۴۲ ساخته شد.